# Babolat
Babolat est une entreprise française basée à Lyon, spécialisée dans la fabrication d'articles de sport de raquette (tennis, badminton, padel et fronton).
La marque s'est fait connaître grâce à son savoir-faire en matière de cordage en boyau naturel pour raquette de tennis. Exportatrice, elle réalise 80 % de ses ventes à l'international, elle est le numéro un mondial des cordages de raquette et le numéro deux des ventes de raquettes entières.
L'entreprise Babolat est détenue en totalité par la famille du même nom.

## La famille Babolat
Pierre Babolat (1842-1912) fonde en 1875, à Lyon, l'entreprise familiale du même nom. Comme lui, ses fils (Albert,1875-1944), petit-fils (Paul, 1915-1994) et arrière petit-fils (Pierre, 1946-1998) feront au moins une partie de leurs études à l'Institution des Chartreux.
Paul, qui dirige l'entreprise à partir des années 1950, a notamment fait sa première communion à l'Institution en 1925. Une photographie de lui représente l'évènement, avec à côté de lui le futur médecin et romancier (qui remportera le prix Renaudot en 1954) Jean Reverzy (1914-1959).
Éric Babolat, arrière arrière petit-fils du fondateur, est aujourd'hui le PDG de l'entreprise. Lorsque son père Pierre meurt en 1998, c'est lui qui prend la direction de l'entreprise à 28 ans.

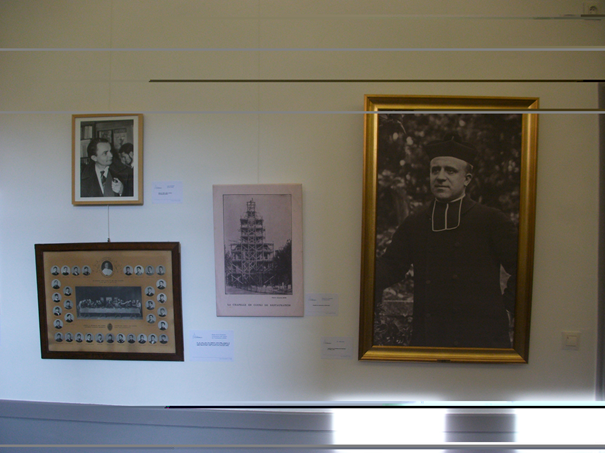
Photographie de la première communion des élèves de l’Institution (1925). On y voit entre autres Paul Babolat et Jean Reverzy.

## Géographie
Le siège social est situé au 33 Quai Paul Sédallian dans le quartier de l'industrie à Vaise (9ème arrondissement de Lyon). La principale plateforme logistique est installée à Corbas dans le Rhône et une seconde plate-forme de livraison est installée dans le Colorado aux États-Unis.
Par ailleurs, Babolat dispose de trois sites de production situés à : Corbas pour les cordages synthétiques, Ploërmel pour les cordages en boyau naturel et Besançon pour les machines à corder.
La fabrication des chaussures et raquettes est sous-traitée en Asie.
Les balles sont fabriquées par Sumitomo en Thaïlande.
Six filiales de commercialisation sont implantées à l'étranger : aux États-Unis, en Allemagne, en Autriche, en Espagne, en Italie et au Royaume-Uni.

## Histoire
En 1875, un an après l'invention officielle du tennis, Pierre Babolat crée les premiers cordages de tennis, en boyaux naturels à la demande de l'anglais Bussey. Jusque-là, l'entreprise de la famille Babolat était spécialisée dans la transformation de boyaux de moutons pour la charcuterie, les cordes à instruments musicaux et les ligatures chirurgicales. Pierre Babolat est considéré comme l’inventeur de la raquette de tennis moderne.
Le cordage VS est créé en 1925.
Babolat s'internationalise en 1950.
En 1955, la marque fabrique un premier cordage en nylon grâce à une collaboration avec les entreprises des familles Maillot et Witt.
En 1958, elle lance le Babol, enduit destiné à protéger les cordages en boyau.
Au début des années 1980, le consortium créé avec les familles Maillot et Witt est rompu, Babolat conserve les activités liées au tennis et à la chirurgie et abandonne la charcuterie et les cordes pour instruments de musique.
En 1980, une double ligne apposée en bas du tamis des raquettes signale un cordage Babolat.
Un outil destiné à repositionner les cordes, l'elastocross, est inventé en 1982.
Pierre Babolat prend la direction de l'entreprise en 1985.
Les années 1990 marquent le début de la diversification avec les premières gammes de raquettes de tennis en 1994 et de badminton en 1995.
Pierre Babolat meurt à 51 ans au large du Canada dans la catastrophe aérienne du vol 111 Swissair le 2 septembre 1998. L'intérim à la tête de l'entreprise est assuré par Marc Rubellin.
Éric Babolat est nommé président en 2001.
La fabrication de balles de tennis est lancée en 2001 dans le cadre d'un partenariat avec une filiale du groupe japonais Sumitomo, puis celle de chaussures de tennis, en partenariat avec Michelin via sa filiale Michelin Lifestyle Limited, en 2003.
En 2003, Babolat lance également une gamme textile.
En 2005, l'entreprise adopte un nouveau logotype.
En 2008, Babolat collabore avec Emporio Armani pour la confection d'une raquette.
Le lancement d'une gamme de chaussures de badminton, toujours en partenariat avec Michelin, intervient en 2009,.
En 2012, Babolat est acteur du sport connecté avec l'annonce d'une raquette novatrice, Babolat Play & Connect.
En 2013, l'entreprise adopte un nouveau logotype et procède au lancement de la raquette connectée Babolat Play Pure Drive.
En 2015 avec PIQ, l'entreprise lance le bracelet connecté pour la pratique du tennis.

## Logo

Évolution du logo
Logo de 1981 à 2005.
Logo de 2005 à 2012.
Logo de 2012 à 2015.
Logo de 2015 à 2021 .
Logo depuis 2021.

## Produits

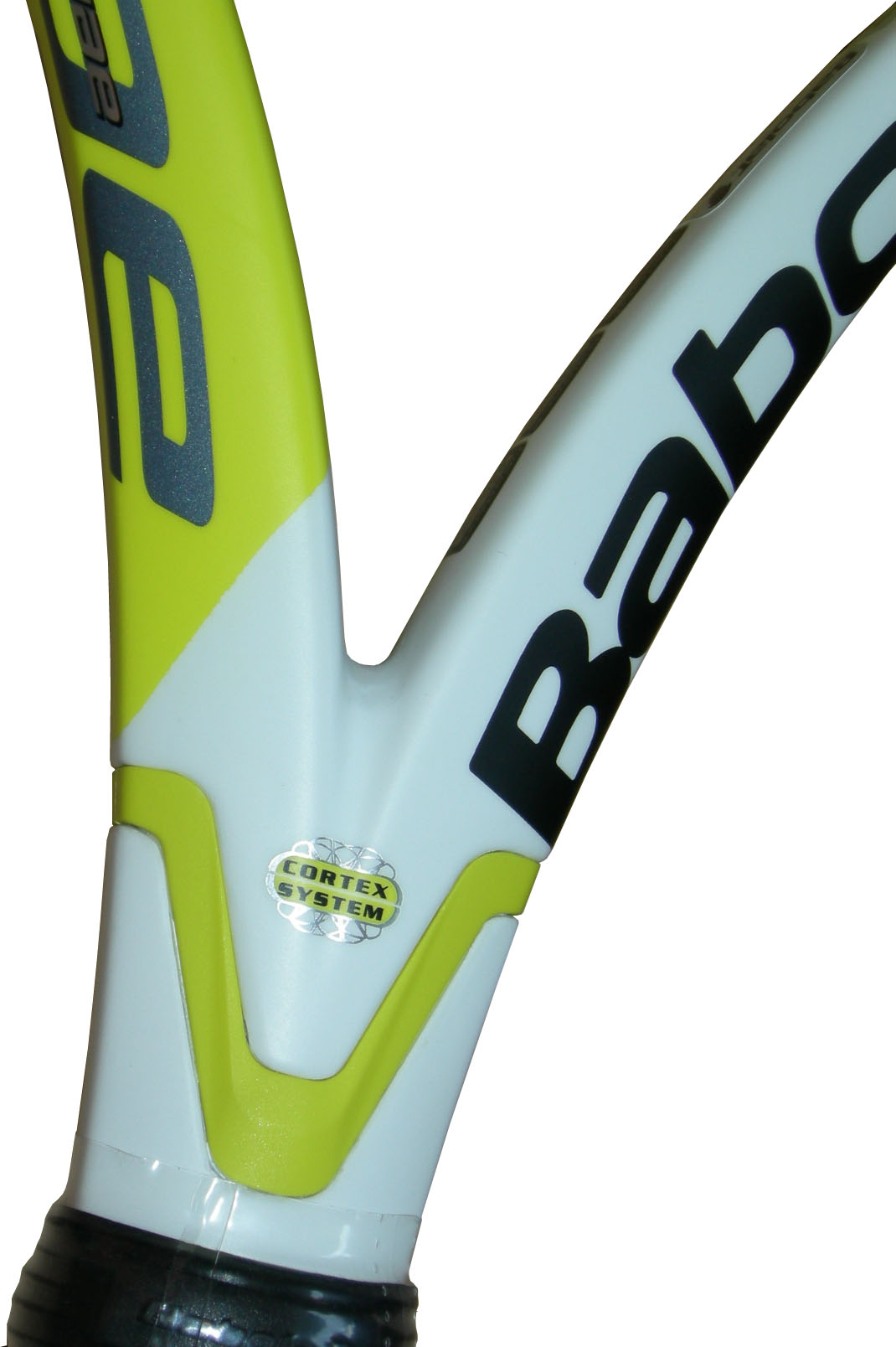
Système antivibratoire Cortex sur une raquette Babolat Aeropro drive

Babolat commercialise des cordages, des raquettes et des chaussures de tennis et de badminton, des grips et surgrips, des antivibratoires, des balles de tennis, des volants, des vêtements, des sacs de sport, des machines à corder et des fils chirurgicaux.
Les raquettes Babolat sont commercialisées par gammes. Voici les plus connues en 2016 :
Compétition
- Pure Control (contrôle et précision) : arrêtée
- Pure Drive (puissance et polyvalence), raquette de Roddick
- Pure Aero (puissance et prise d’effets), raquette de Nadal et Tsonga
- Pure Strike (punch et contrôle), raquette de Thiem

Intermédiaire
- C-Drive
- Drive Z

Le véritable succès des raquettes Babolat est intimement lié avec la commercialisation de la première génération de Pure Drive en 1994. Et le premier succès en Grand Chelem avec Carlos Moya en 1997 à Roland Garros. L'histoire était en marche...

## Ventes
Le chiffre d'affaires de l'entreprise est multiplié par dix de 1998 à 2010. Il est de 116 millions d'euros en 2010.
Le premier pays en termes de chiffre de vente est les États-Unis, suivi du Japon puis de la France. Plus de 80 % du chiffre d'affaires est réalisé à l'export et 130 salariés sur 360 sont en dehors de France. En 2015, les pays émergents sont la cible essentielle pour développer de nouveaux marchés, et surtout le Brésil, la Russie, l'Argentine et la Chine.

## Partenariat

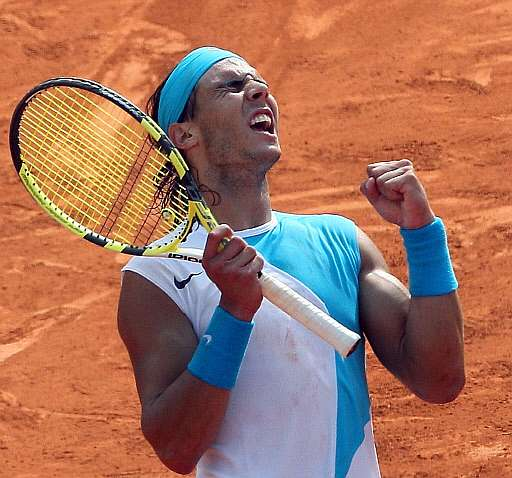
Rafael Nadal

La marque a équipé ou équipe de célèbres joueurs de tennis parmi lesquels on peut citer, Jean Borotra, Jacques Brugnon, Henri Cochet, René Lacoste, Suzanne Lenglen, Arthur Ashe, Björn Borg, Yannick Noah, Pete Sampras, Carlos Moyà, Andy Roddick, Rafael Nadal, Fernando González, Julien Benneteau, Arthur Fils , Dominic Thiem , David Ferrer ou Jo-Wilfried Tsonga ; chez les femmes, Babolat équipe la chinoise Na Li, la Belge Kim Clijsters, les Russes Dinara Safina et Nadia Petrova, la canadienne Eugénie Bouchard, la Française, Aravane Rezaï et l'italienne Sara Errani.
Rafael Nadal a signé son premier contrat avec la marque dès l'âge de 14 ans.
Parmi les joueurs de badminton, on peut citer le multiple champion de France Ronan Labar, la championne de France 2020 Qi Xuefei, la championne d'Afrique 2023 Tanina Mammeri et le multiple champion d'Afrique Koceila Mammeri.
En 2011, Babolat devient partenaire officiel du tournoi du Grand Chelem de Roland-Garros aux dépens de Tecnifibre. Babolat est aussi le raccordeur officiel de Roland-Garros. Ce contrat, qui prévoit que Babolat fournira les balles et le cordage, dure jusqu'en 2015 inclus[Passage à actualiser].